# زنگرایش
زنگرایش (به آلمانی: Sengerich) یک شهر در آلمان است که در بیتبورگ-پروم واقع شده‌است.